# 瓦洛托里内塞
瓦洛托里内塞（義大利語：Vallo Torinese），是意大利都灵省的一个市镇。总面积6平方公里，人口772人，人口密度128.7人/平方公里（2009年）。ISTAT代码为001286。